# هيداكا (سايتاما)
مدينة هيداكا (بالإنجليزية: Hidaka)‏ هي أحد المدن التابعة لمحافظة سايتاما. تأسست رسميًا في 1 أكتوبر 1990. ويقدر عدد سكانها بـ 55454 نسمة حسب تقدير مكتب الإحصاء الياباني لعام 2012. تبلغ مساحة هيداكا 47.5 كم2. بكثافة سكانية تبلغ 1167 نسمة/كم2.

## أعلام
- كويتشي كيدرا